# Asialoglykoproteinový receptor
Asialoglykoproteinové receptory jsou lektiny vážící se asialoglykoproteiny, tj. glykoproteiny, z nichž se eliminovala kyselina sialová za účelem expozice galaktosových zbytků. Receptory, které jsou umístěny na jaterních buňkách, následně odstraní glykoproteiny z oběhu. Asialoglykoproteinové receptory se exprimují na povrchu hepatocytů a buněčných linií karcinomu.